# Benito Skinner
Benito Skinner (Boise, Idaho, Estados Unidos, 3 de noviembre de 1993) un actor, comediante y guionista estadounidense, conocido internacionalmente por crear y protagonizar la serie de comedia dramática Overcompensating (2025). Comenzó a destacar por imitar a celebridades en redes sociales bajo el seudónimo Benny Drama.

## Primeros años
Skinner nació y creció en Boise, Idaho, y asistió a la escuela secundaria Bishop Kelly. Su familia es católica, pero él ha dicho que «no practicábamos la religión». Durante su último año de secundaria, Skinner fundó la organización sin fines de lucro OATHS (Organización de Asistencia a Estudiantes sin Hogar), y fue reconocido en el Día Nacional de la Filantropía de Idaho de 2011.  También jugó en el equipo de fútbol americano de Bishop Kelly como receptor abierto.
Posteriormente, asistió a la Universidad de Georgetown en Washington D. C., donde estudió actuación, inglés y cine y medios de comunicación. En la universidad, Skinner comenzó a experimentar con la actuación mediante grabaciones de sincronización de labios y otros videos. Había creado la cuenta de Instagram @BennyDrama7 en el instituto (el "7" hacía referencia a su número de camiseta de fútbol americano), pero solo empezó a publicar videos cómicos en la universidad.

## Vida personal
Skinner es gay. Mantiene una relación con el director y fotógrafo Terrence O'Connor desde 2016. Residen en Los Ángeles, California. Son conocidos por sus elaborados y cuidadosos disfraces de Halloween para parejas.

## Filmografía
| Año  | Título                     | Papel          | Notas |
| ---- | -------------------------- | -------------- | ----- |
| 2023 | First Time Female Director | Rudy           |       |
| 2025 | Idiotka                    | Jonathan Smith |       |

| Año  | Título               | Papel            | Notas                                           |
| ---- | -------------------- | ---------------- | ----------------------------------------------- |
| 2019 | Hitbox               | Scooter          | Episodio: "Climax"                              |
| 2021 | Search Party         | Nate             | Episodio: "Home Again, Home Again, Jiggity-Jig" |
| 2022 | Queer as Folk        | Jack Cole Jordan | 4 episodios                                     |
| 2022 | The Kardashians      | él mismo         | Episodio: "Bucket List Goals"                   |
| 2024 | Curb Your Enthusiasm | Salesman         | Episodio: "The Lawn Jockey"                     |
| 2025 | Overcompensating     | Benny            | 8 episodios, creador y guionista                |